# ½ kopiejki srebrem 1848 MW
½ kopiejki srebrem 1848 MW – miedziana moneta o wartości ½ kopiejki, bita w mennicy w Warszawie, według systemu wagowego opartego na funcie rosyjskim i stopy menniczej definiującej bicie 16 rubli z jednego puda miedzi.

## Awers
Na tej stronie umieszczono ukoronowany monogram Mikołaja I „Н І”, dookoła otok z perełek.

## Rewers
Na tej stronie znajduje się nominał ½, pod nim napis w dwóch wierszach „КОПѢЙКИ / СЕРЕБРОМЪ”, poniżej rok 1848, a pod nim znak mennicy w Warszawie – litery M W., całość w otoku z perełek.

## Opis
Monetę bito w mennicy w Warszawie, w miedzi, na krążku o średnicy 21 mm, masie 5,11 grama, z rantem gładkim, w nakładzie 87 334 sztuk. Stopień rzadkości szacowany jest na R6 – (7–25 sztuk).
Ponieważ data na monecie mieści się w latach panowania Mikołaja I, więc w numizmatyce rosyjskiej zaliczana jest do kategorii monet tego cara.
Bicie monety, jako jednego z trzech nominałów, rozpoczęto na podstawie rozporządzenia z 9 stycznia 1848 r., a zakończono 29 lutego tego roku. W ciągu 51 dni wybito monet miedzianych trzech nominałów (½, 2, 3 kopiejki) na równowartość 2048 rubli i 10 kopiejek. Jednak dopiero 17 listopada 1848 r. mennica otrzymała zgodę na wpuszczenie całej tej miedzianej emisji do obiegu.
Moneta w polskich katalogach traktowana jest jako próbna, natomiast w katalogach rosyjskich jako obiegowa.
Moneta o tym samym nominale i tym samym rysunku rewersu i awersu była bita w pięciu mennicach:
| Nominał            | Lata      | Znak mennicy | Mennica       | Uwagi              |
| ------------------ | --------- | ------------ | ------------- | ------------------ |
| ½ kopiejki srebrem | 1840      | С.П.Б.       | Petersburg    | jako moneta próbna |
| ½ kopiejki srebrem | 1840      |              | Petersburg    | jako moneta próbna |
| ½ kopiejki srebrem | 1840–1843 | Е.М.         | Jekaterynburg |                    |
| ½ kopiejki srebrem | 1839–1847 | С.М.         | Suzun         |                    |
| ½ kopiejki srebrem | 1840–1842 | С.П.М.       | Iżora         |                    |
| ½ kopiejki srebrem | 1848      | M.W.         | Warszawa      |                    |